# Contour apparent
Pour les articles homonymes, voir Contour (homonymie).
La projection d'une surface sur un plan est limitée par une courbe, éventuellement singulière, appelée contour apparent de la surface.
L'expression fait référence à la notion de contour dans les arts graphiques, qui désigne la limite entre un objet et le fond. Les objets de la vie quotidienne nous apparaissent limités
par leur contours apparents.

## Définition
Mathématiquement, le contour apparent {\displaystyle C} d'une surface {\displaystyle S}, plongée dans l'espace tridimensionnel {\displaystyle R^{3}=\{x,y,z\}} et projetée sur un plan {\displaystyle P}, est défini comme l'ensemble
des points de {\displaystyle S} en lesquels le plan tangent à {\displaystyle S} contient la direction de la projection {\displaystyle p}.
Ici la projection considérée est
- ou bien une projection selon une direction constante sur un plan de projection ne contenant pas cette direction,
- ou bien une projection centrale dont le centre n'appartient ni à la surface, ni au plan de projection.

Dans le premier cas, la surface est vue de l'infini; dans le second cas, elle est vue à distance finie.
Remarque: c'est parfois l'image {\displaystyle p(C)}, et non {\displaystyle C} lui-même, qui est pris pour le contour apparent de {\displaystyle S}.

## Caractérisation du contour apparent
Supposons que la surface {\displaystyle S} soit définie par l'équation {\displaystyle \Phi (x,y,z)=0}.
Le vecteur gradient {\displaystyle \mathbf {n} =\mathbf {\nabla } \Phi } est un vecteur normal au plan tangent.
Indiquons la direction de projection par le vecteur {\displaystyle \mathbf {u} }.
Dire que la direction de projection est contenue dans le plan tangent à
la surface c'est dire que le produit scalaire de {\displaystyle \mathbf {u} } et de {\displaystyle \mathbf {n} }
s'annule: {\displaystyle \mathbf {u} .\mathbf {n} =0}. Les
points {\displaystyle M} du contour apparent sont donc caractérisés par la double condition:
{\displaystyle \Phi \left(M\right)=0} ({\displaystyle M} appartient à {\displaystyle S});
{\displaystyle \mathbf {\nabla } \Phi (M)\cdot \mathbf {u} (M)=0} (le plan tangent à {\displaystyle S} en {\displaystyle M} est parallèle à {\displaystyle \mathbf {u} }).

Supposons maintenant que la surface {\displaystyle S} soit définie par un paramétrage {\displaystyle i:(u,v)\mapsto M\in S}.
Par composition avec la projection {\displaystyle p}, on obtient une application {\displaystyle f=p\circ i} entre deux espaces de dimension 2: l'espace {\displaystyle \{u,v\}} de la paramétrisation et le plan {\displaystyle P}.
Introduisons des coordonnées {\displaystyle X,Y} pour définir les points du plan {\displaystyle P}.
Dire que la direction de projection est contenue dans le plan tangent à
la surface c'est dire que {\displaystyle \mathrm {d} f} a un noyau non trivial.
Dans les coordonnées introduites {\displaystyle \mathrm {d} f} s'exprime par la matrice jacobienne {\displaystyle J(u,v)={\frac {\partial \left(X,Y\right)}{\partial \left(u,v\right)}}} et l'existence d'un noyau non trivial par l'annulation du déterminant de {\displaystyle J}.
Les points {\displaystyle M} du contour apparent sont donc caractérisés par la double condition:
{\displaystyle M=i(u,v)} ({\displaystyle M} appartient à {\displaystyle S});
{\displaystyle \det J(u,v)=0} (le plan tangent en {\displaystyle M} est parallèle à {\displaystyle \mathbf {u} }).

## Le contour apparent comme ensemble singulier
(le raisonnement de la section précédente utilise des coordonnées ce qui nécessite le choix préalable de bases vectorielles. L'intérêt de la présente section est de ne pas impliquer de base vectorielle).
La notion de contour fournit un bon exemple du concept général de singularité d'une application différentiable.
Rappelons qu'étant donnée une application
{\displaystyle f:S\rightarrow P}, un point de {\displaystyle S} est dit singulier si la différentielle {\displaystyle \mathrm {d} f} n'y est pas de rang maximal. Les points singuliers forment l'ensemble singulier qui se note {\displaystyle \Sigma } ou {\displaystyle \Sigma (f)}.
Ainsi le contour apparent {\displaystyle C} est l'ensemble singulier de l'application {\displaystyle p_{|S}}, restriction de la projection {\displaystyle p} à {\displaystyle S}: {\displaystyle C=\Sigma (p_{|S})}.
C'est aussi l'image par {\displaystyle i} de l'ensemble singulier de l'application {\displaystyle f=p\circ i} (voir ci-dessus): {\displaystyle C=i(\Sigma (p\circ i))}.

## Le pli et la fronce, points génériques du contour apparent
La théorie des singularités permet de montrer que le contour apparent possède génériquement deux types de points: les plis, qui forment la partie régulière du contour,
et les fronces, qui sont des points de rebroussement du contour.
Les singularités plis et fronces sont stables, ce qui veut dire qu'elles survivent à toute perturbation de la surface ou de la projection. Inversement les autres types de points du contour apparent sont instables et sont remplacés par des fronces ou des plis lors de la perturbation.
Formes normales
Les plis et les fronces admettent les modèles locaux suivants,
dans lesquels la surface s'écrit {\displaystyle z=f(x,y)}, la projection s'effectuant le long de l'axe {\displaystyle x}
(point de vue à l'infini),
et point considéré étant à l'origine des coordonnées.
Le pli: {\displaystyle z=x^{2}};
La fronce: {\displaystyle z=x^{3}+xy}.

## Cas particuliers
- le contour apparent d'une sphère est un cercle de rayon égal à celui de la sphère, quel que soit le vecteur u [réf. nécessaire];
- pour une quadrique, le contour apparent est toujours une conique.